# Murasela
Murasela je vrsta vjerskog pismenog ovlaštenja kod muslimana. Oblik je isprave o mandatu Tim dekretom reisu-l-ulema na osnovu Ustava Islamske zajednice izdaje ovlaštenje muftijama za obavljanje muftijskih, muderiskih, imamskih i hatibskih dužnosti. U Hrvatskoj islamski vjeronauk odnosno vjerski odgoj izvode osobe kojima je Mešihat izdao muraselu i koje ispunjavaju potrebne uvjete u skladu s važećim propisima Republike Hrvatske. Mešihat ima pravo svojim dekretom i opozvati mandat za izvođenje islamskog vjeronauka odnosno vjerskog odgoje zbog nedostataka s obzirom na ispravnost poučavanja i s obzirom na osobno ćudoređe.